# Montserrat Torrent
Pour l’article homonyme, voir Montserrat Torrent (organiste).
Montserrat Torrent (née le 10 mai 1985 à Santiago au Chili), est une actrice, danseuse, mannequin et animatrice de télévision chilienne.

## Télévision

### Émission
- 2001 - 2007 : Mekano (Mega)
- 2006 : Akademia Online (Mega)
- 2007 : ¿Cuanto vale el show VIP? (Chilevisión)
- 2007 - 2010 : Bang! Todo suena (Vía X)
- 2008 : Teatro en Chilevisión (Chilevisión)
  - Como perros y gatos (2008)
- 2010 : Los improvisadores (Mega)
- 2010 - 2012 : Bang! Todo suena (BangTV)

### Séries
- 2006 : Casado con Hijos (Mega)
- 2006 : La vida es una lotería (Mega) 
  - Universitaria en La Vega (2006)

### Telenovelas
- 2003 : Zoom, acércate al amor (Mega)
- 2003 : Amores urbanos (Mega) - Florencia
- 2003 - 2004 : Don Floro (Mega) - Elisa
- 2004 : Xfea2 (Mega) - Pamela Lisboa
- 2005 : EsCool (Mega) - Agustina Ortúzar
- 2005 : Mitu (Mega) - Martina Roman
- 2006 : Porky te amo (Mega) - Belén Santa Cruz